# Ashes of Time
Ashes of Time (Chinees: 東邪西毒 Dōngxié Xīdú) is een Hongkongse Wuxia-film uit 1994 van regisseur Wong Kar-Wai.

## Verhaal
In de woestijn baat Feng Ou-Yang een herberg uit. Hij leeft een eenzaam en verbitterd leven, sinds de dag dat zijn geliefde met zijn broer trouwde. Hij regelt werk voor huurmoordenaars en observeert de vaak treurige levensgeschiedenissen van zijn gasten.

## Rolbezetting
| Acteur              | Personage                   |
| ------------------- | --------------------------- |
| Brigitte Lin        | Yin Mu-Rong / Yang Mu-Rong  |
| Leslie Cheung       | Feng Ou-Yang                |
| Maggie Cheung       | Zhang Manyu                 |
| Tony Leung Chiu Wai | Blinde zwaardvechter        |
| Jacky Cheung        | Hung Chi                    |
| Tony Leung Ka Fai   | Huang Yao-Shi               |
| Carina Lau          | Liu Jialing (Perzikbloesem) |
| Li Bai              | Hung Chi's echtgenote       |
| Charlie Yeung       | Meisje                      |

## Regie
Omdat deze film veel tijd nodig had, maakte regisseur Wong Kar-Wai tussendoor de film Chungking Express, die in 23 dagen werd opgenomen en uitkwam voordat Ashes of Time klaar was.
Deze regisseur maakte later een remake, die in 2008 onder de titel Ashes of Time Redux werd uitgebracht.